# Pərvanlı
Pərvanlı è un comune dell'Azerbaigian situato nel distretto di Zərdab. Conta una popolazione di 1 301 abitanti.